# Hepler
Hepler és una població dels Estats Units a l'estat de Kansas. Segons el cens del 2000 tenia 154 habitants.

## Demografia
Segons el cens del 2000, Hepler tenia 154 habitants, 59 habitatges, i 36 famílies. La densitat de població era de 78,2 habitants/km².
Dels 59 habitatges en un 37,3% hi vivien nens de menys de 18 anys, en un 57,6% hi vivien parelles casades, en un 0% dones solteres, i en un 37,3% no eren unitats familiars. En el 35,6% dels habitatges hi vivien persones soles el 16,9% de les quals corresponia a persones de 65 anys o més que vivien soles. El nombre mitjà de persones vivint en cada habitatge era de 2,61 i el nombre mitjà de persones que vivien en cada família era de 3,38.
Per edats la població es repartia de la següent manera: un 34,4% tenia menys de 18 anys, un 7,1% entre 18 i 24, un 22,1% entre 25 i 44, un 16,9% de 45 a 60 i un 19,5% 65 anys o més.
L'edat mediana era de 34 anys. Per cada 100 dones de 18 o més anys hi havia 110,4 homes.
La renda mediana per habitatge era de 26.500 $ i la renda mediana per família de 36.500 $. Els homes tenien una renda mediana de 21.250 $ mentre que les dones 22.500 $. La renda per capita de la població era de 12.475 $. Entorn del 10,9% de les famílies i el 17% de la població estaven per davall del llindar de pobresa.

## Poblacions més properes
El següent diagrama mostra les poblacions més properes.